# Neoplan N4009
De Neoplan N4009 is een lagevloer midibus, geproduceerd door Neoplan Bus GmbH van 1988 tot 1999. Aanvankelijk werden de bussen gebouwd in Stuttgart in Duitsland, maar later werden de bussen ook gebouwd in Polen. De bus is de kleinere versie van de Neoplan N4016 standaardbus.

## Specificaties
De bussen zijn ongeveer 9 meter lang en 2,5 m breed. Tot 1995 werden de bussen aangedreven door een DAF-motor. In 1996 kregen de bussen een make-over met een moderner uiterlijk. Sindsdien kregen de bussen een MAN-motor met een krachtiger vermogen.

## Inzet

### Nederland
In Nederland werden 25 bussen tussen 1990 en 1991 door Centraal Nederland in dienst genomen voor op de stadsdienst van Hilversum. Deze serie kreeg de nummers 2031-2055. Later werden de bussen daar vervangen door bussen van het type Den Oudsten B96. De Neoplan-bussen verhuisden naar het nabijgelegen Soest en werden voorzien van de tekst 'Soest beter bebust'. Toen Centraal Nederland opging in Midnet, bleven de meeste bussen nog enkele jaren in dienst. Zeven bussen werden verkocht aan OAD die de bussen gebruikte in de regio Salland. Toen Midnet overging in Connexxion in 1999 werden nog meer bussen afgevoerd, verkocht of geëxporteerd en pas in 2000 gingen de laatste bussen weg uit het wagenpark. Een bus is verkocht aan Taxi Maasdriel en kreeg daar de nummer 27. Toen in 2006 Taxi Maasdriel opging in Juin Rossum werd deze bus verkocht aan Asser Taxi Centrale. Deze bus staat nog geregistreerd bij de RDW en is, voor zover bekend, het enige exemplaar dat nog in Nederland aanwezig is.

### Verenigd Koninkrijk
In het Verenigd Koninkrijk werden drie bussen gekocht. Deze bussen werden aanvankelijk in 1994 gekocht door Merseyside PTE voor Merseytravel SMART services in Liverpool, en werden gebruikt door MTL. De bussen hadden in tegenstelling tot de andere bussen op het platteland maar één deur. Later werden ze verkocht aan MTL voor gebruik op andere lijndiensten, vooral voor lijnen tussen Liverpool en Croxteth Park. MTL's opvolger Arriva North West and Wales bleef met de bussen rijden tot en met 2008, ook tussen Liverpool en Croxteth Park (lijn 18A), toen ze werden verkocht aan Heartlans Bus. Later zijn alle drie de bussen afgevoerd.

## Inzet
| Land                | Bedrijf               | Serie      | Aantal | Bouwjaar  | Inzet                                     | Uit dienst | Opmerking |
| ------------------- | --------------------- | ---------- | ------ | --------- | ----------------------------------------- | ---------- | --- |
| Luxemburg           | Autocars Emile Frisch | ??         | 1      | 1991      | ??                                        | ??         | Ex-Centraal Nederland 2038                                                                                                   |
| Luxemburg           | Simon Voyages         | ??         | 3      | 1991      | Diekirch                                  | ??         | Ex-Centraal Nederland 2037, 2040 en 2050                                                                                     |
| Nederland           | Asser Taxi Centrale   | 27         | 1      | 1991      | Stadsdienst Assen                         | ??         | Historie: Midnet 2039, Centraal Nederland 2039, Taxi Maasdriel 27                                                            |
| Nederland           | Centraal Nederland    | 2031-2055  | 25     | 1991      | Stadsdienst Hilversum / stadsdienst Soest | ??         | Grotendeels overgegaan naar Midnet                                                                                           |
| Nederland           | Connexxion            | 2035, 2049 | 2      | 1991      | Stadsdienst Soest                         | 1999, 2000 | Afgevoerd Historie: Centraal Nederland, Midnet                                                                               |
| Nederland           | Midnet                | 2031-2055  | 25     | 1991      | Stadsdienst Soest                         | ??         | 2035 en 2049 zijn overgegaan naar Connexxion. 2033 en 2034 zijn overgegaan naar SVD. 2039 is overgegaan naar Taxi Maasdriel. |
| Nederland           | OAD                   | 329-335    | 7      | 1991      | Salland                                   | ??         | Ex-Centraal Nederland |
| Nederland           | SVD                   | 23-24      | 2      | 1991      | Stadsdienst Dordrecht                     | 1998       | Ex-Centraal Nederland 2034, 3033 (in die volgorde)                                                                           |
| Nederland           | Taxi Maasdriel        | 27         | 1      | 1991      | Rivierenland                              | ??         | Historie: Centraal Nederland, Midnet                                                                                         |
| Verenigd Koninkrijk | Arriva                | 601-603    | 3      | 1995      | Liverpool                                 | 2008       | Historie: Centraal Nederland, MTL                                                                                            |
| Zwitserland         | VBZ                   | 301-309    | 9      | 1998-1999 | Zürich                                    |            | |

## Afbeeldingen

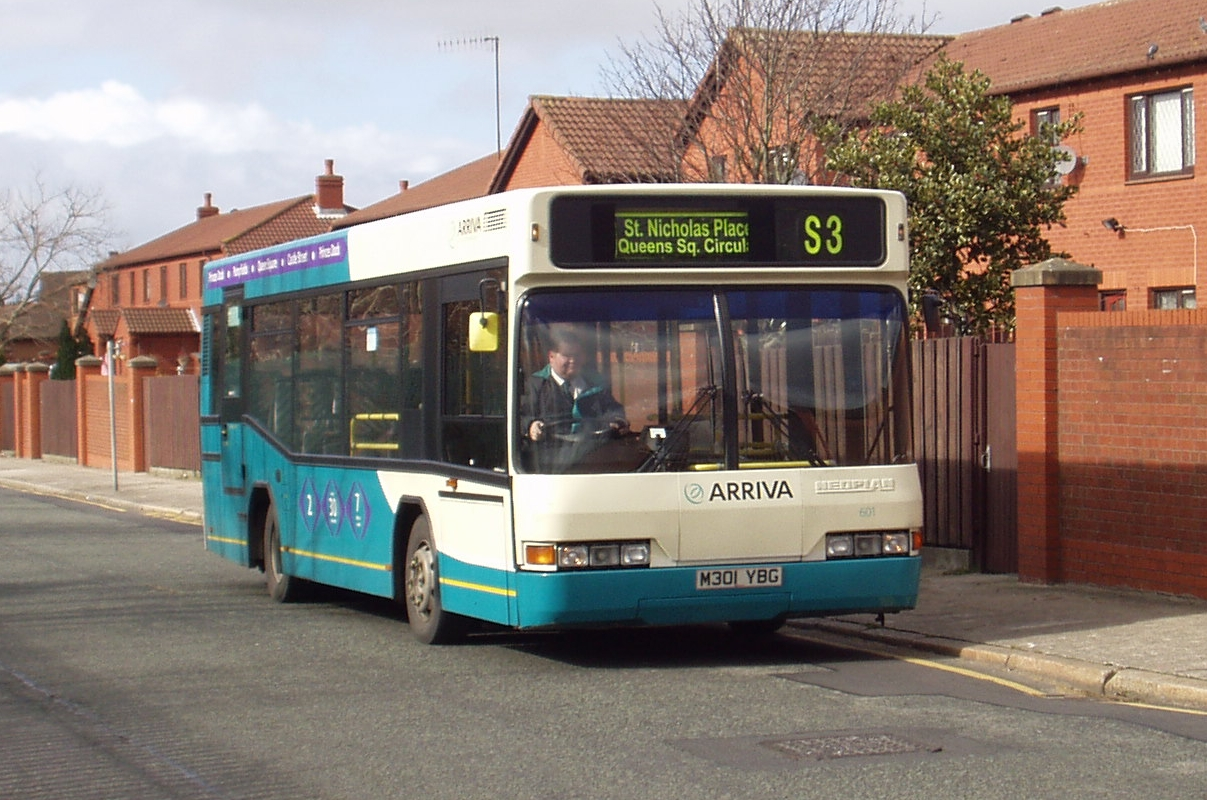
Arriva North West no. 0601
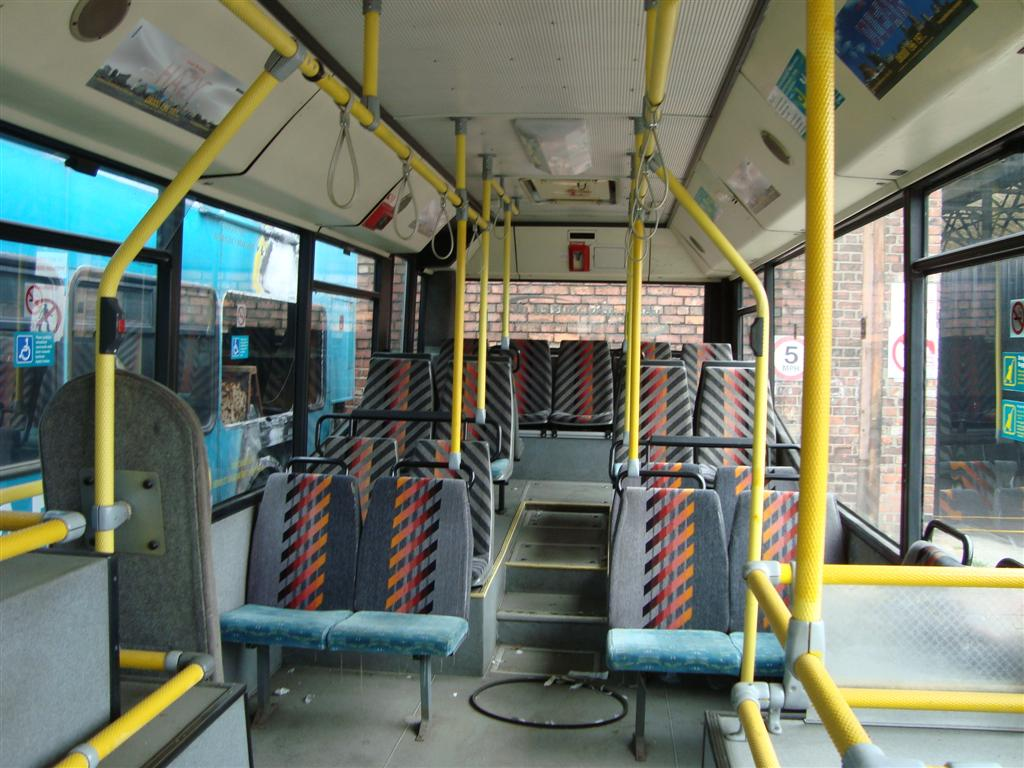
Interieur van een Neoplan N4009
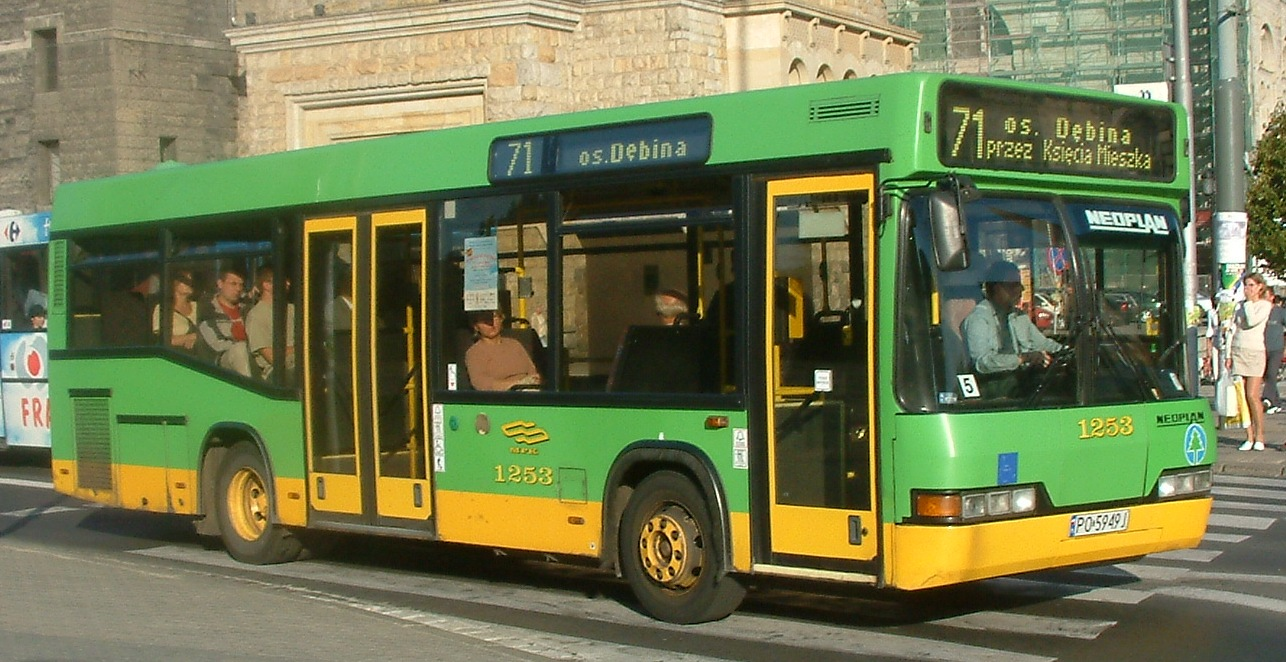
Een Neoplan N4009 in Poznań
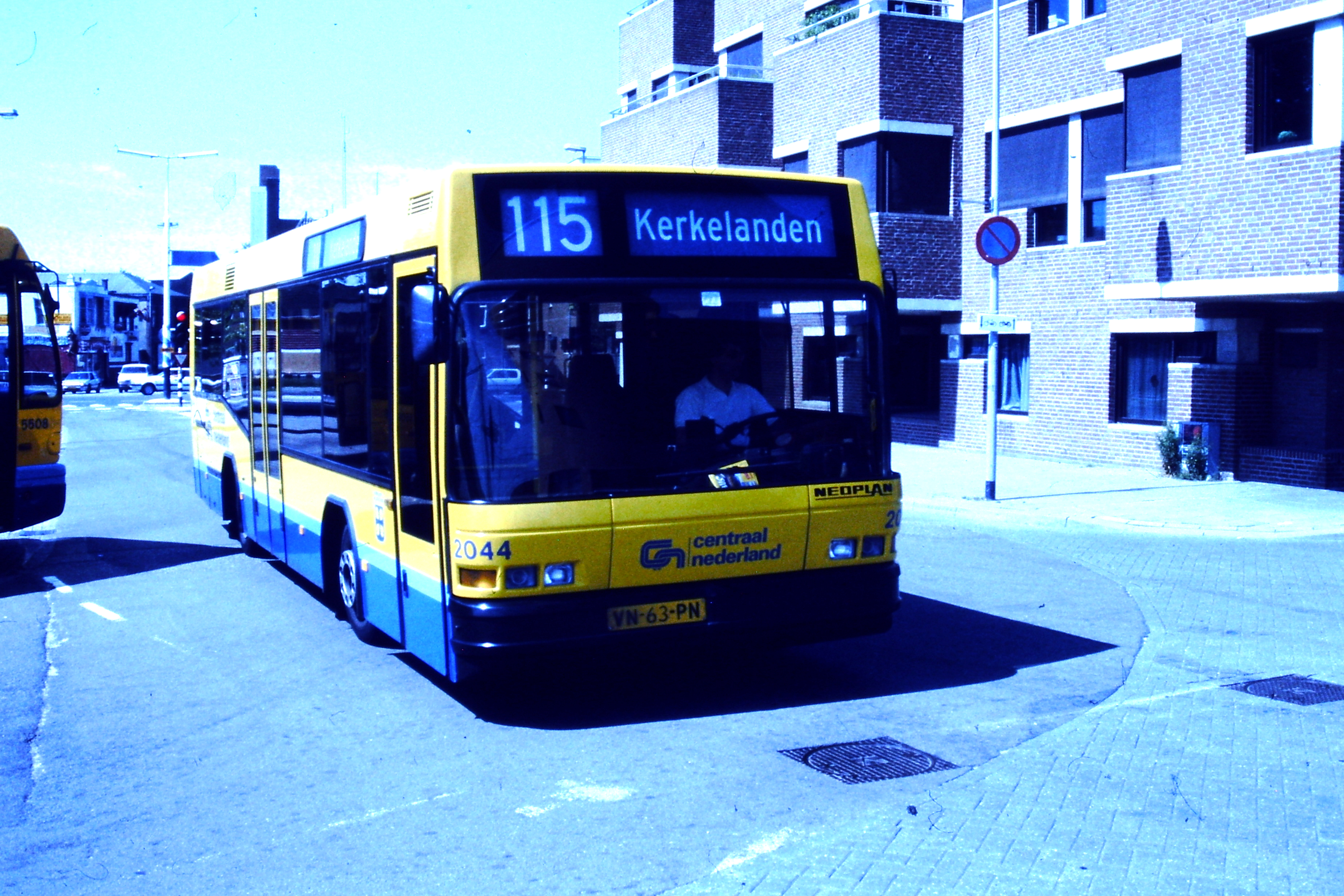
CN-bus 2044 te Hilversum
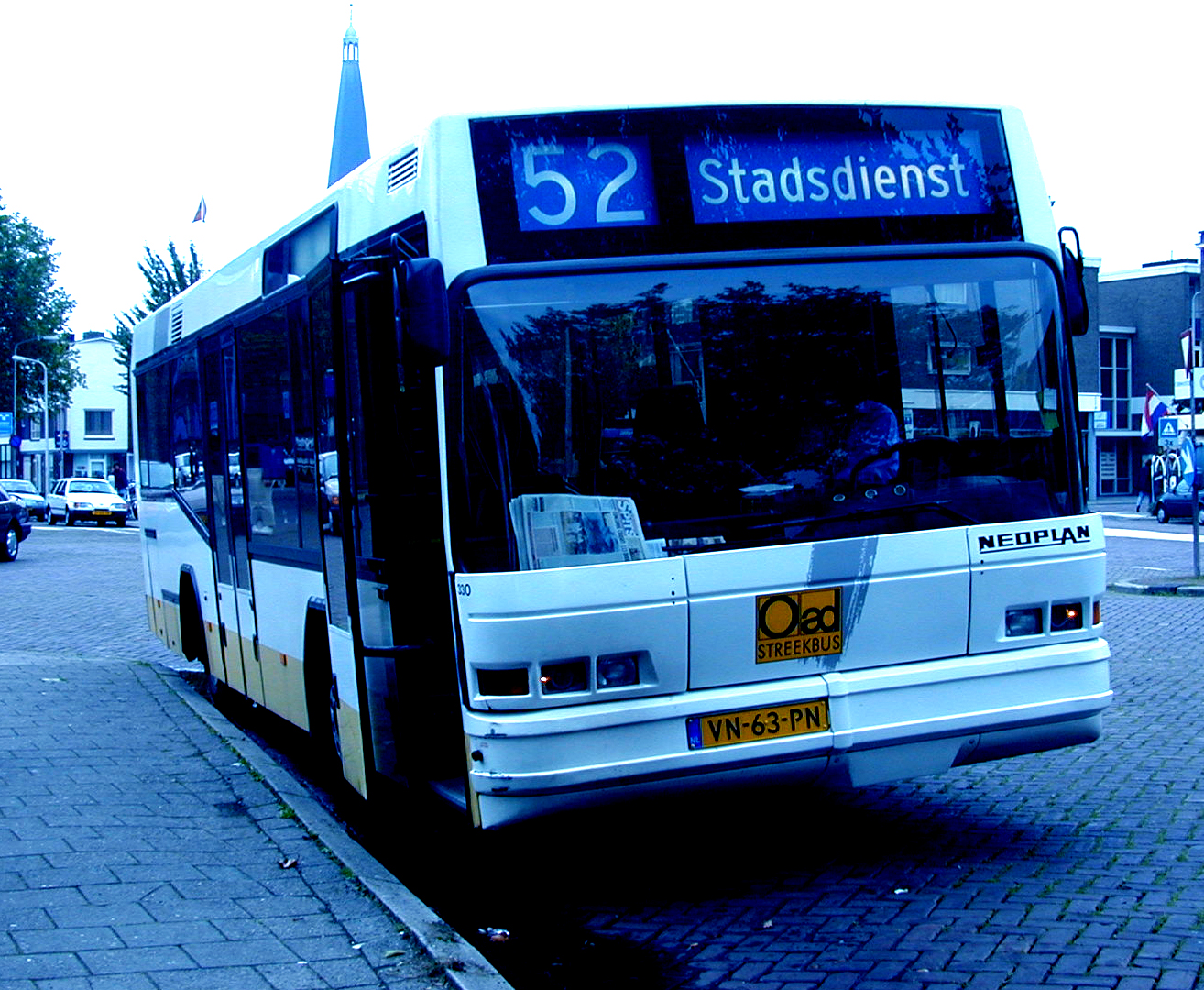
OAD-bus 330 (ex CN 2044) te Zutphen